# Géographie des médias et de la communication

Carte du monde illustrant les connexions téléphoniques internationales, magazine Bell, 1922.

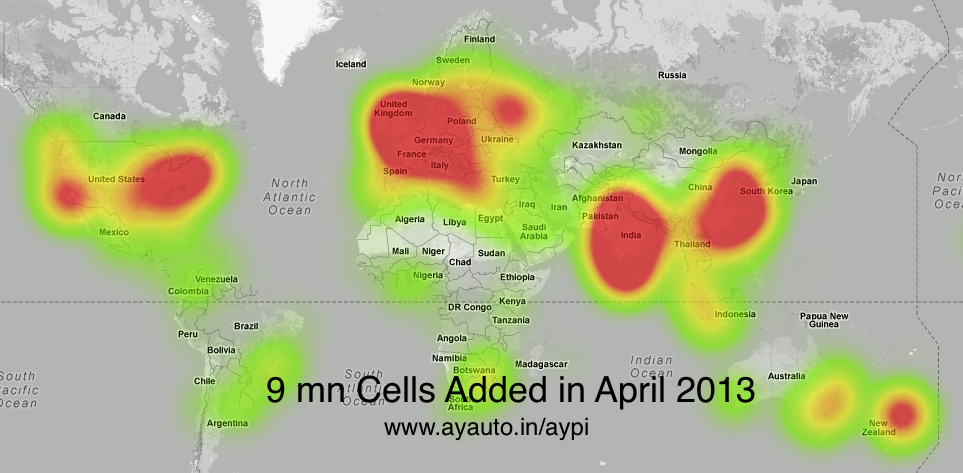
Carte du monde montrant la densité de relais téléphoniques en 2013.

La géographie des médias et de la communication est un domaine de recherche interdisciplinaire associant la géographie humaine à l’étude des médias et à la théorie de la communication. Les recherches portant sur la géographie des médias et de la communication cherchent à comprendre comment les actes de communication et les systèmes dont ils dépendent sont façonnés par des logiques et des processus géographiques, qu'ils façonnent à leur tour.

## Vue d'ensemble
La géographie des médias et de la communication est un domaine de recherche qui prend en compte différentes facettes de la communication. L'un des champs d'étude principaux est la disposition et l'organisation des systèmes de communication à des échelles variées allant des villes à la planète. Les niveaux d’accès aux systèmes de communication varient d’un endroit à l’autre. L’attention portée aux différences d’accès à la communication suivant les lieux est aussi une approche de ce type d'étude, notamment à travers les changements qui se produisent dans les lieux lorsque de nouveaux médias se diffusent. Un autre intérêt est la manière dont les lieux sont représentés dans divers médias, par exemple des images de plages idylliques dans des publicités touristiques, ou des descriptions écrites de zones de guerre dans des articles de journaux. Les communications permettent également aux gens d’interagir avec des endroits éloignés. Enfin, un dernier domaine d’investigation est donc de savoir comment, en interagissant avec les autres par le biais de divers types de systèmes de communication, les gens habitent différents types d’espaces « virtuels »,.
Les théoriciens des médias et de la communication sont particulièrement intéressés par les questions relatives aux formations sociales et culturelles associées aux médias, qui montrent à leur tour comment les médias sont impliqués dans la transformation des modalités d'appartenance à un territoire, et à la citoyenneté. Les phénomènes sociaux et culturels sont également liés aux distinctions faites entre la vie publique et la vie privée, qui dépendent traditionnellement de frontières spatiales entre lieux publics et privés,,. L'un des sujets porteurs pour les géographes est l’étude des représentations géographiques dans les médias visuels, y compris la photographie, le film, les graffitis, les médias, les enregistrements de radio et de musique, voire dans les communications qui passent par la danse et les jeux vidéo.

## L'histoire

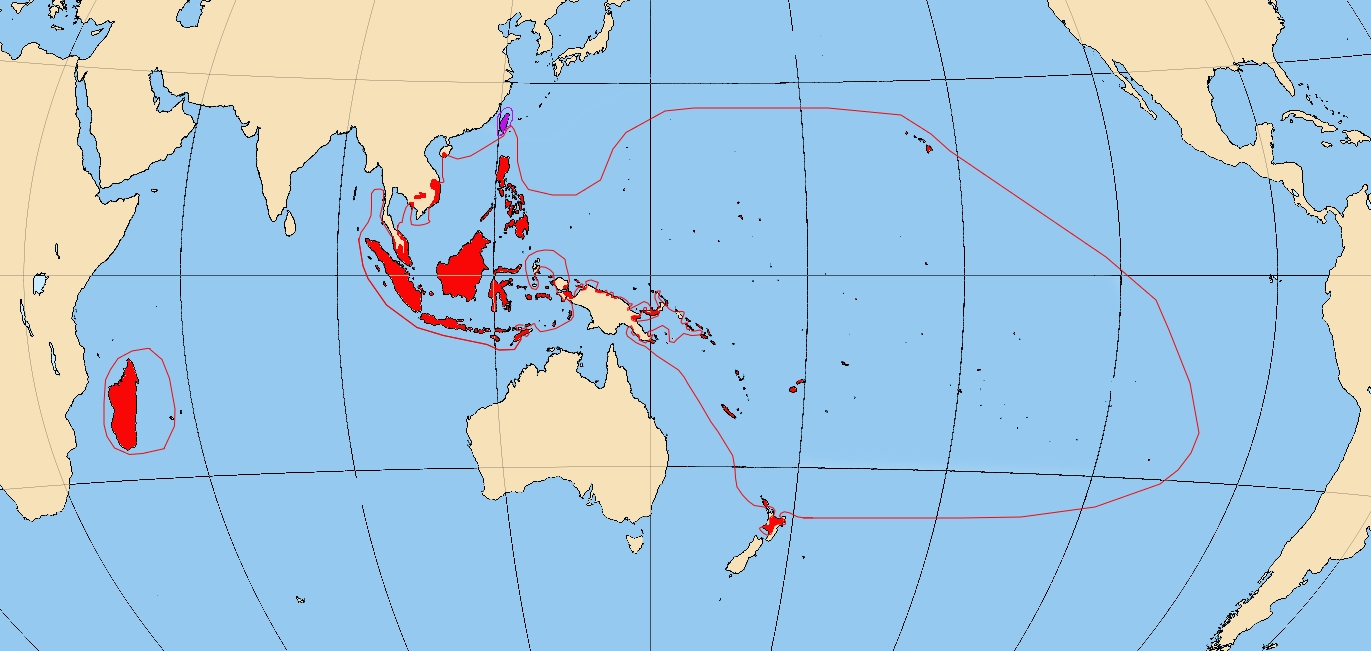
Carte de la région culturelle correspondant à la famille de langues austronésiennes

L’intérêt géographique pour l’étude systématique de la communication peut être attribué aux écrits de Richard Hartshorne dans les années 1930. Hartshorne considère la langue comme un élément clé des aires culturelles, ce qui signifie que la langue dominante est similaire dans une région particulière et qu’elle change lorsque l’on quitte une aire pour une autre. Un aspect très différent de la communication est devenu le centre des préoccupations dans les années 1950 et 1960, alors que les géographes commençaient à mesurer et modéliser les interactions entre les lieux. Dans ce cadre, les géographes impliqués dans la révolution quantitative ont expliqué l'accélération du flux d'informations entre sites en mobilisant les concepts de "convergence temps-espace" et d '"extensibilité humaine",. Ce n’est que dans les années 1970 que les géographes ont commencé à se concentrer sur la communication en termes de contenu, en tenant compte des questions de symbolisme, de représentation, de métaphore, d’ iconographie et de discours. Cet intérêt s'est d'abord manifesté dans la recherche géographique qui s'est inspirée de l'humanisme, de la phénoménologie et de l'herméneutique. Dans les années 1990, cette approche a évolué vers une sensibilité plus critique, par le biais de l'étude des différentes significations du paysage,,. Les géographes qui ont effectué des recherches sur la communication au cours des deux dernières décennies ont étendu ces domaines de recherche tout en poursuivant les recherches passées qui portaient sur l’importance de la communication pour la formation des régions, les flux d’informations en tant que mesure de l’interaction spatiale, et l’association entre paysage et représentation. De nouvelles approches de la communication ont été avancées dans les cadres de la théorie non-représentative, de la théorie de l'acteur-réseau et de la théorie des assemblages,. Le travail de réflexion entamé sur le numérique et ses relations avec l'espace est tout aussi important.

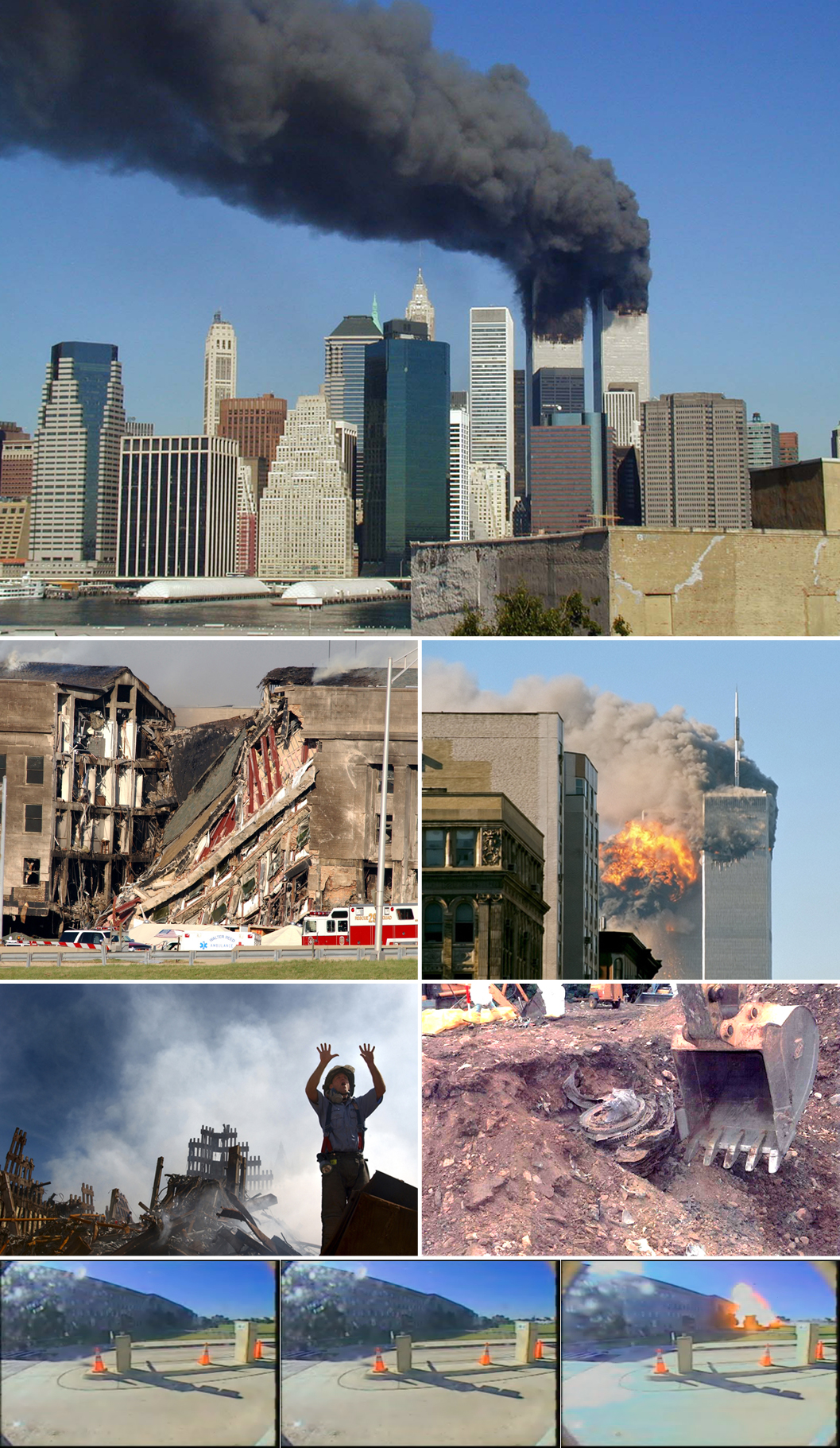
Montage photo du World Trade Center ; un lieu représenté dans les médias par le biais de l'image ; un exemple de lieu dans les médias (place-in-media).

Selon une taxonomie, la géographie des médias et de la communication comporte quatre aspects complémentaires : les lieux dans les médias, les médias dans les lieux, les médias dans les espaces et les espaces dans les médias,. Les lieux dans les médias sont des représentations de lieux qui circulent dans toutes sortes de médias pour toutes sortes de raisons, par exemple des peintures de paysages illustrant le statut du propriétaire, et des images d'espaces urbains dans les médias, reliant la criminalité et le chaos aux minorités et aux pauvres. Les médias dans les lieux sont des façons dont des lieux particuliers tels que la maison, la salle de classe, le lieu de travail ou la rue d'une ville sont modifiés fonctionnellement et expérimentalement par les transformations dans la manière dont les gens utilisent les médias à ces endroits. Les médias dans l’espace désignent des infrastructures de communication, qu’elles soient historiques, telles que les câbles télégraphiques, ou très contemporaines, telles que les câbles à fibre optique, lorsqu’elles sont cartographiées et analysées du point de vue de leur agencement physique. Les espaces dans les médias, enfin, sont les topologies que les symboles, les images, les informations et les idées déplacent au fur et à mesure de leur propagation ou de leur diffusion, d'une personne à l'autre et d'un groupe à l'autre.

## Géographes ayant contribué dans ces champs

### Géographes intéressés par les médias et la communication
- Ronald F. Abler
- John A. Agnew
- Paul C. Adams
- Trevor J. Barnes
- Denis Cosgrove
- Tim Cresswell
- Julie Cupples
- Simon Dalby
- Jason Dittmer
- Klaus Dodds
- Peter Gould
- Mark Graham
- Derek Gregory
- David Harvey
- Eric Laurier
- Chris Lukinbeal
- Doreen Massey
- John Pickles
- Gillian Rose
- Nigel Thrift
- Yi-Fu Tuan
- Gearóid Ó Tuathail / Gerard Toal
- Gill Valentine

### Spécialistes des médias et de la communication intéressés par la géographie
- Manuel Castells
- Elizabeth Eisenstein
- Kevin Glynn
- Harold Innis
- Marshall McLuhan
- Joshua Meyrowitz
- Lewis Mumford
- Walter J. Ong
- Lisa Parks
- Neil Postman
- Mary Louise Pratt
- Saskia Sassen
- Mimi Sheller

## Voir également
- géographie culturelle
- géographie sociale
- géographie politique
- géopolitique
- géographie urbaine
- géographie féministe